# 5447 Lallement
5447 Lallement eller 1991 PO14 är en asteroid i huvudbältet som upptäcktes den 6 augusti 1991 av den amerikanske astronomen Henry E. Holt vid Palomarobservatoriet. Den är uppkallad efter den franska astrofysikern Rosine Lallement.
Asteroiden har en diameter på ungefär 11 kilometer och den tillhör asteroidgruppen Eos.